# Chadsia racemosa
Chadsia racemosa är en ärtväxtart som beskrevs av Emmanuel Drake del Castillo. Chadsia racemosa ingår i släktet Chadsia och familjen ärtväxter. Inga underarter finns listade i Catalogue of Life.